# Estatueta de la dama Tiy
L'Estatueta de la dama Tiy o Tiye és una escultura de fusta d'una dona d'alt estatus durant el regnat d'Amenofis III i Akhenaton (ca. 1390-1349 abans de la nostra era), faraons de la Dinastia XVIII de l'Imperi Nou de l'antic Egipte. Representa una serventa principal de la poderosa gran esposa reial Tiy (la seua superiora, amb qui compartia nom), el títol del qual s'ha traduït de maneres diferents al llarg dels anys com a 'cap de teixidores' / 'cap de la casa' / 'senyora de l'harem'. És una de les 160 estàtues de fusta (80 d'elles femenines) trobades pertanyents a l'Imperi Nou. Actualment es mostra al Museu Metropolità d'Art.

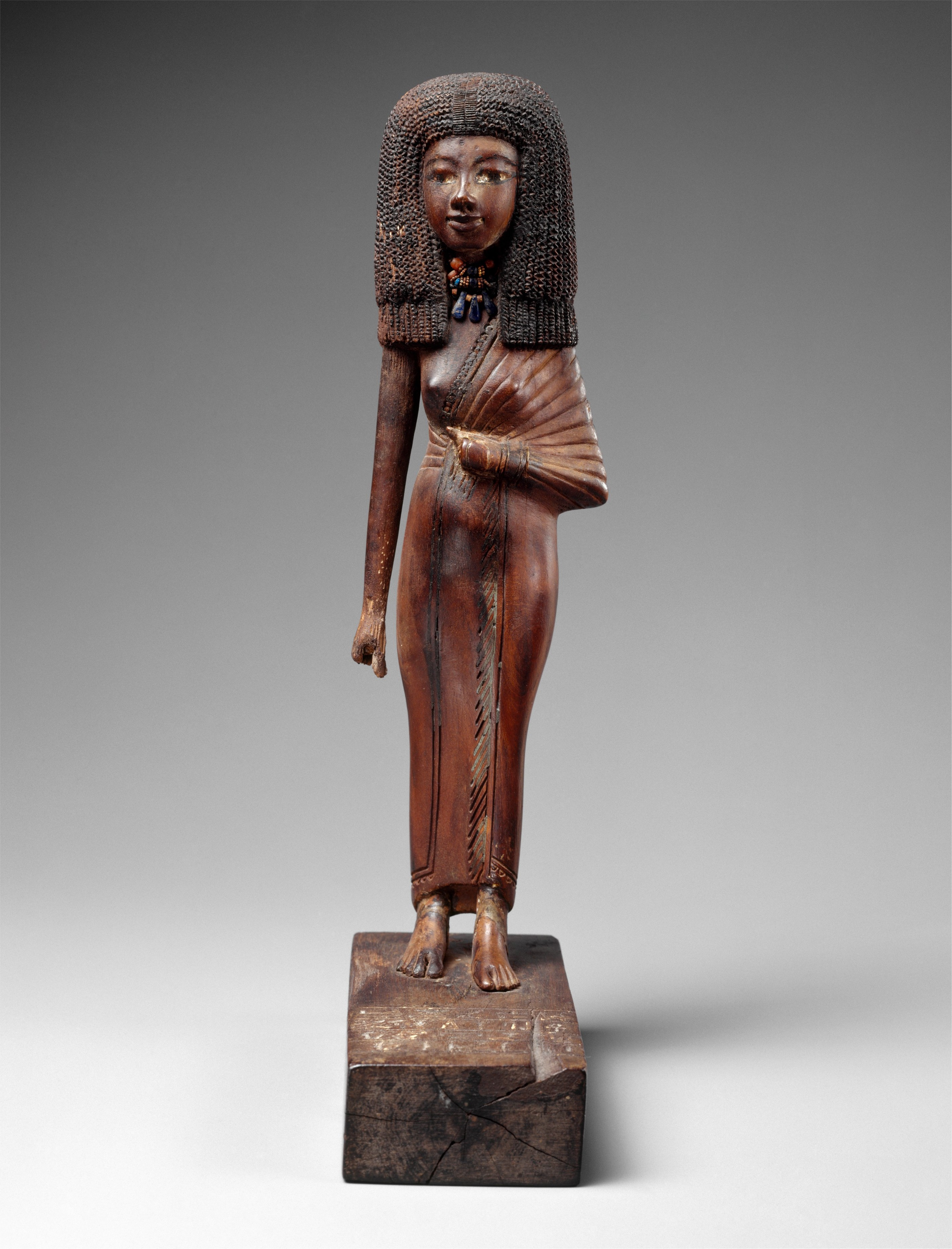
De front

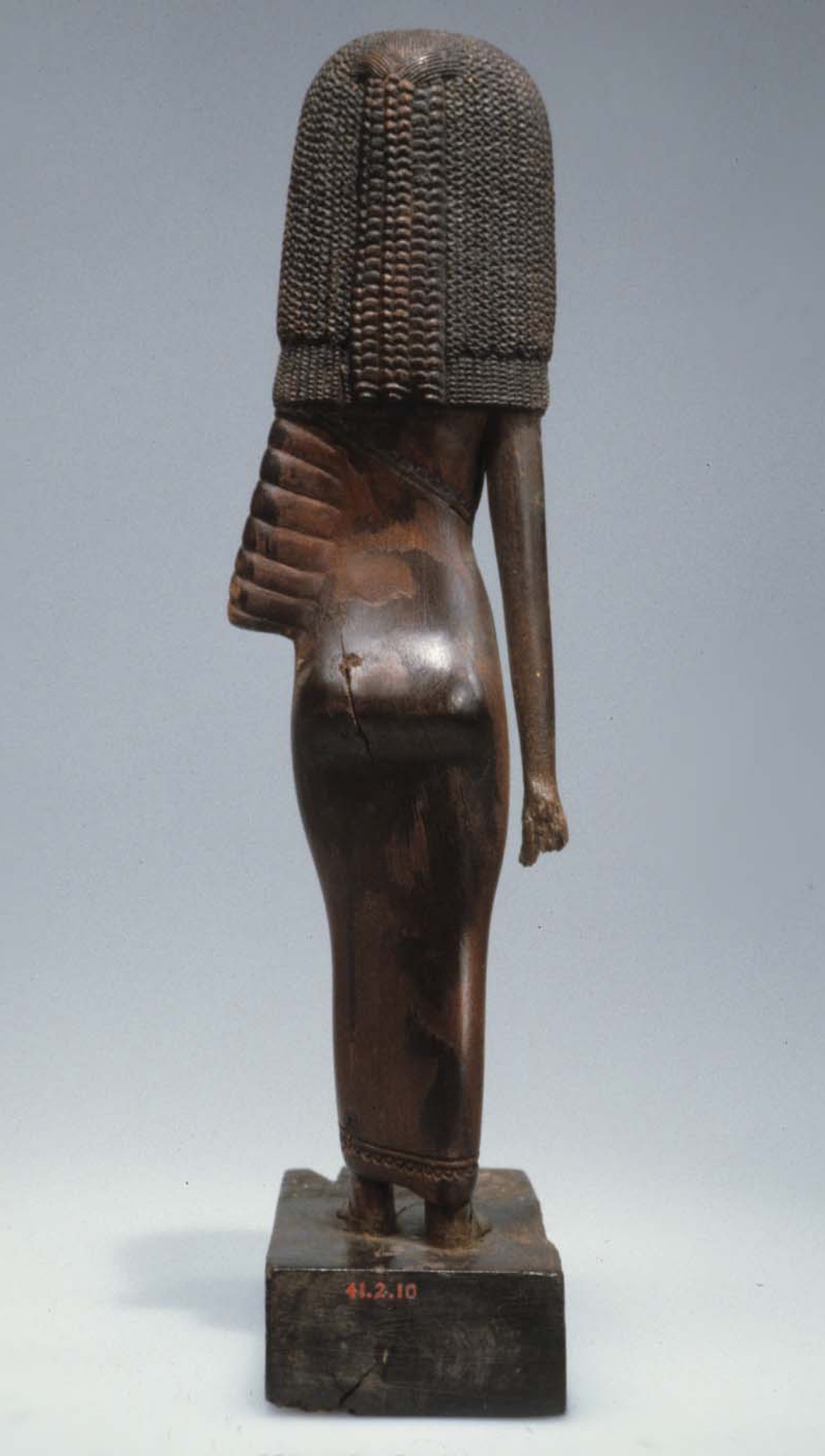
D'esquena

## Descripció
L'estatueta mostra Tiy dempeus; la van trobar al 1900 juntament amb altres quatre figuretes de dones i una estàtua d'una xiqueta en una tomba a prop de Kom Medinet Ghurab. La tomba també contenia objectes cosmètics, gots d'alabastre per a ungüents i un espill. Alguns n'estaven inscrits amb el nom del rei Amenofis III i la seua esposa, la reina Tiy, cosa que dona data a l'enterrament.
L'estatueta està adornada amb un collaret d'or, cornalina, altres pedres semiprecioses i vidre, al voltant del coll. El braç esquerre es doblega per a tancar-se el vestit amb la mà. Duu una perruca llarga i una "túnica suau i diàfana", que li penja sobre l'espatla esquerra, se cenyeix a la cintura i s'estén fins als peus. La perruca "meravellosament elaborada" està intricadament detallada i acuradament representada, amb tres llargues trenes darrere del cap. El detallisme de la perruca contrasta amb el del mantell relativament simple, amb línies marcades i en relleu per a indicar l'arrufat de la tela al voltant del braç i marques incises per a representar els serrells de l'orla de la peça. Com la majoria de figures femenines de fusta, va descalça, amb el peu esquerre lleugerament avançat. Està dempeus sobre una base rectangular inscrita amb una fórmula d'ofrena a Mut, Senyora del cel, que li dona a Tiy el títol de cap de teixidores, per tant la supervisora principal de l'harem reial.

## Material
Les escultures de fusta eren tan comunes com les de pedra en l'Antic Egipte, però per la contínua deterioració i la presència de corc, aquest és un dels pocs exemplars supervivents. Més de les tres quartes parts de les figures de fusta de l'Imperi Nou descobertes pertanyen al regnat d'Amenofis III, cap al final de la dinastia.
L'escultura és de banús. Consta inusualment de dues peces: una de la figura, i l'altra de la base, ja que les estàtues de menys de 30 cm se solien tallar d'una sola peça. N'hi ha alguns desperfectes en la superfície: una esquerda considerable a les natges. La mà dreta s'ha desintegrat amb el temps i li manquen els dits. També hi manca un tros de la plataforma, i per això s'ha perdut part de la inscripció.
Originàriament estava recoberta d'estuc i pintada, fins i tot es perceben traces de blau egipci en la perruca. Amb el pas dels segles, la pintura s'ha després, deixant al descobert la fusta. Queda un tènue pigment blanc i negre, que li delinea els ulls i les celles.

## Estil i identificació
La intricada roba de la peça i els detalls van ser tallats en la fusta en lloc de pintar-se únicament, i açò és una innovació en l'escultura de fusta de cap al final de la Dinastia XVIII. L'estil de la perruca, les joies i el fi kalasiris n'indica l'alt estatus, i mostra la moda de les dones riques egípcies de l'època.

### Proporcions
Per motius estilístics, Hayes data l'escultura de la corregència d'Amenofis III i Amenofis IV (Akhenaton). La perruca i el rostre són "desproporcionadament grans"; i, com era llavors convencional, "les corbes del cos estan una mica exagerades". El rostre, però, no és allargat, ni tampoc el coll, que són trets característics en l'art d'Amarna en els primers anys.

### Decoració
L'ús d'or, cornalina i altres pedres per al collaret de la figura indicaria poder i estatus. La llarga inscripció mostra el nom i títol de la dama Tiy, i la fórmula d'ofrena, una dedicació feta per un membre de la família, honorant-la com a difunta.

## Història posterior
L'estatueta fou descrita per primera vegada per Émile Gaston Chassinat el 1901 i més tard fou propietat de Martine de Béhague i de Dikran Kelekian, a qui el Museu Metropolità d'Art li la comprà el 1941 mitjançant la Fundació Rogers. L'estatueta es mostra en la Galeria 119.